# Cissa hypoleuca
Cissa hypoleuca (лат.) — вид певчих воробьинообразных птиц из семейства врановых. Встречается в Юго-Восточной Азии от центрального Китая до юга Вьетнама.
Длина около 35 см. Как и другие представители рода Cissa имеет уникальное флуоресцентное оперение. Окраска в основном зелёная, птицы из южных популяций имеют жёлтое брюшко, из китайской популяции имеют зелёное брюшко, как и у других видов рода Cissa. У них есть чёрная полоса, идущая от клюва, над малиновыми глазами и до затылка, похожая на маску. Маховые перья длинные красновато-коричневые, клюв и ноги ярко-красного цвета. Представители обоих полов в основном похожи, у молодых особей окраска более тусклая, чем у взрослых. Более тусклые цвета также можно увидеть, когда птицы подвергаются слишком сильному воздействию солнечного света.
Распространен в Юго-Восточной Азии от центрального Китая до юга Вьетнама: в Китае, Лаосе, Таиланде и Вьетнаме. Общая площадь ареала около 1 920 000 км². Обитает во влажных тропических и субтропических лесах. Благодаря ярко-зеленому оперению их легко увидеть, прыгающими с ветки на ветку в листве. Поэтому они в основном встречаются в кронах деревьев лесов, поскольку это лучше маскирует их зелёное оперение, защищая от хищников. Встречаются на высоте до 1500 метров. Они остаются в этих местах круглый год и не мигрируют.
Птица очень громкая, держится в листве крон деревьев. Их видели поодиночке, парами или небольшими группами. Иногда их можно увидеть смешанными стаями с видом Garrulax leucolophus и дронго (Dicruridae). Не мигрирует и остается в своем естественном ареале. В основном плотоядная птица. Однажды птица прожила в неволе 18 лет. Охотясь на свою добычу, они преследуют её, загоняют в угол, а затем самец убивает.
Как и другие врановые, птица является певчей птицей и очень хорошо и точно контролирует свой сиринкс. Он может издавать такие звуки, как шумная болтовня, скрипучие ноты, визги и звонкий свист. Они могут издавать серию высоких нот, звучащих как «по-пуууее-чак», за которыми следует более низкое «эээээ».
Плотоядний вид. В его рацион входят мелкие лягушки, насекомые, яйца змей и ящериц, а также птенцы. Насекомые, входящие в его рацион, поедают много растений, богатых лютеином — жёлтым каротиноидным пигментом. Именно этот компонент заставляет птиц рода Cissa менять цвет от голубого к ярко-зеленому. Недоедающие птицы имеют скорее синий цвет из-за отсутствия пигмента лютеина, поскольку их организм его не производит.
Май месяц, по-видимому, является месяцем, когда зарегистрировано их размножение. Было обнаружено, что в неволе они откладывают около 4 яиц. Свое гнездо они размещают скрытно на дереве на высоте 2—3 метров над землей. Их гнездо напоминает чашу из небольших ветвей. Продолжительность поколения составляет 6,7 лет.
В Красном списке МСОП вид значится в категории вызывающих наименьшие опасения. Текущая тенденция численности популяции сокращается, но это сокращение недостаточно выражено, чтобы их можно было считать уязвимыми. Спад частично вызван разрушением среды обитания на Хайнане. Другая причина заключается в том, что вид является объектом незаконной торговли домашними животными. Его яркая и красивая окраска часто делает его идеальным экзотическим домашним животным, особенно потому, что его очень ценят орнитологи. Трудно оценить текущий статус сохранности вида.

## Подвиды
Выделяют 5 подвидов:
- Cissa hypoleuca jini — юг центрального Китая и центральная полоса Южного Китая;
- Cissa hypoleuca concolor — северный Вьетнам;
- Cissa hypoleuca chauleti — центральный Вьетнам;
- Cissa hypoleuca hypoleuca — юго-восточный Таиланд и юг полуострова Индокитай;
- Cissa hypoleuca katsumatae — остров Хайнань.

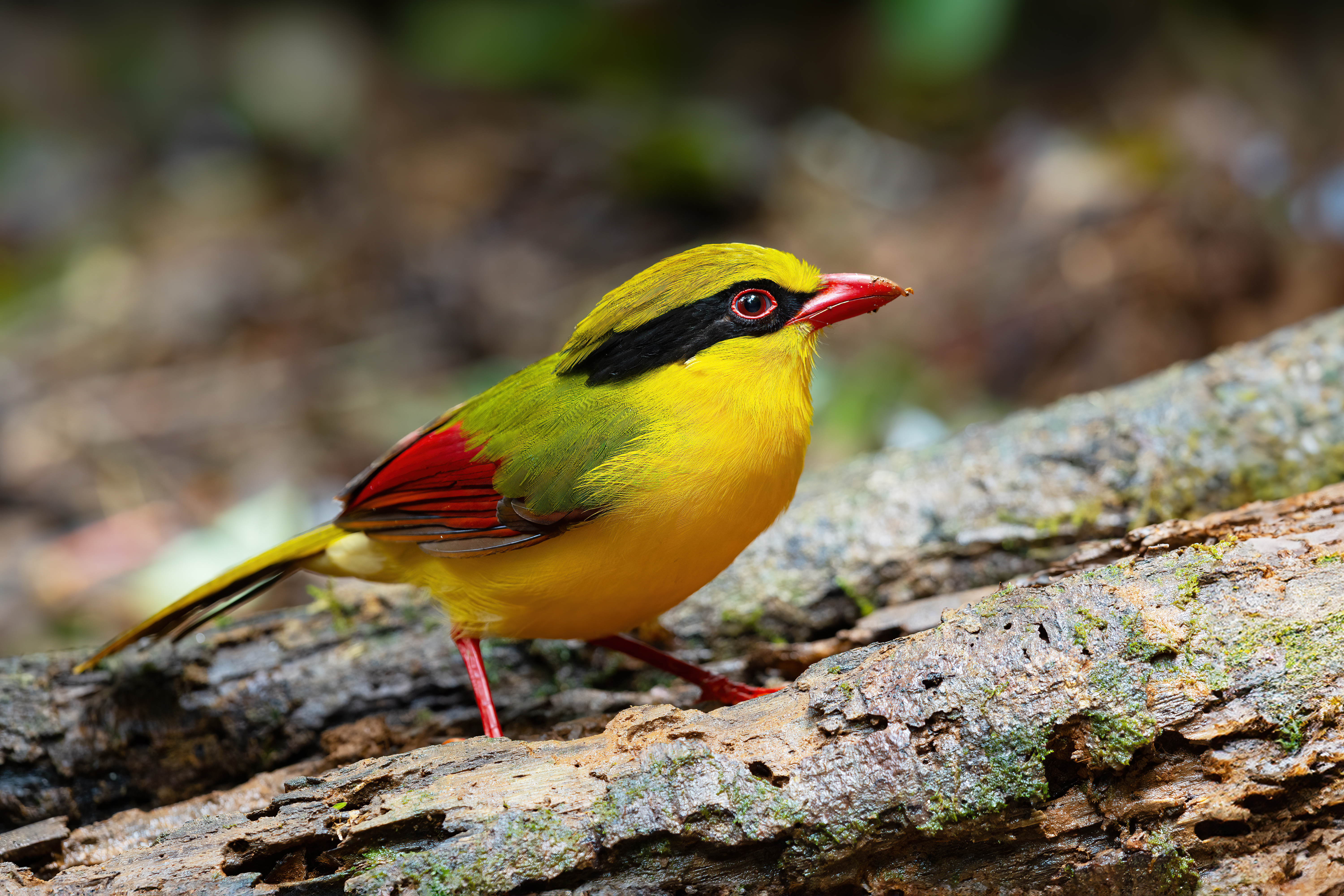
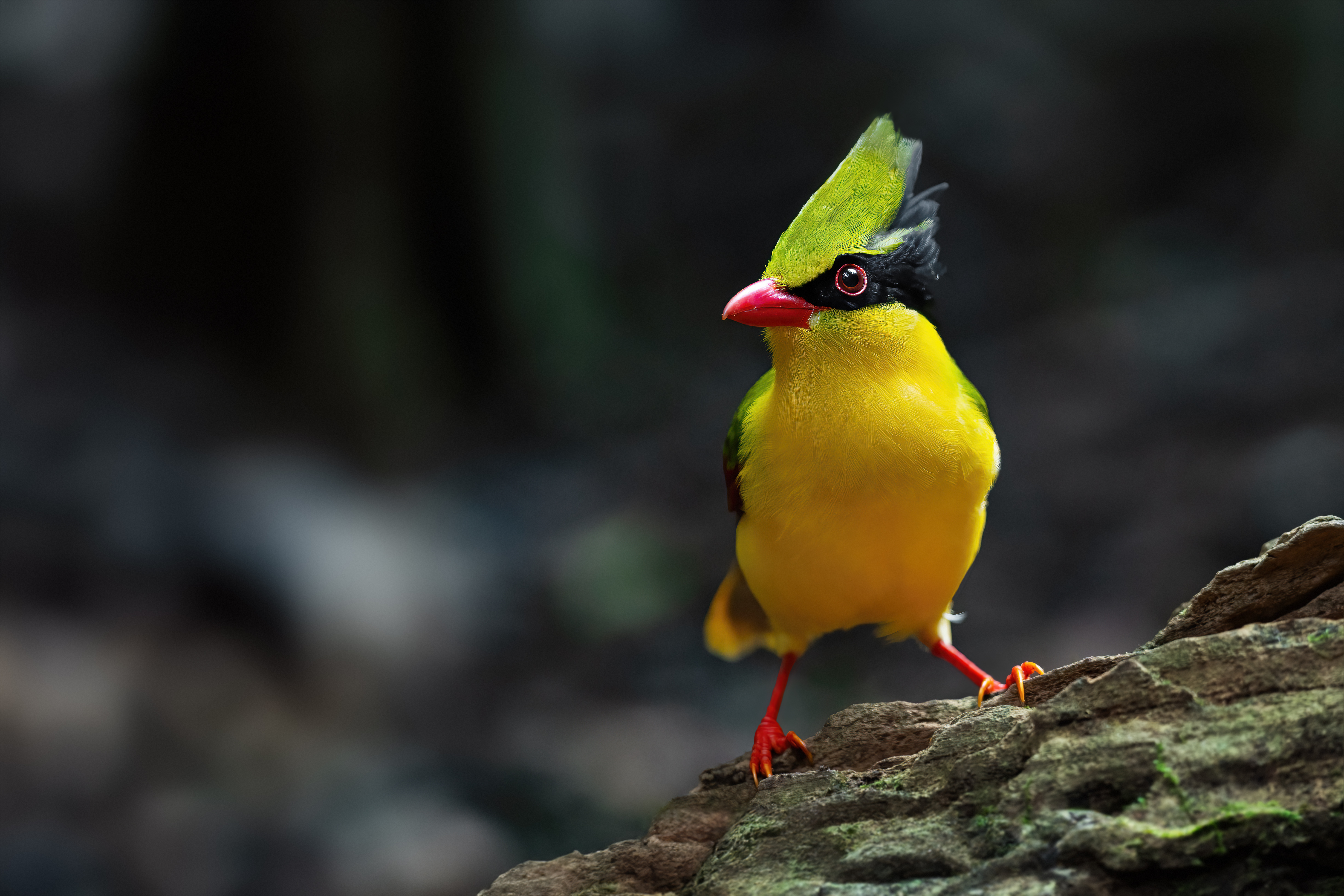
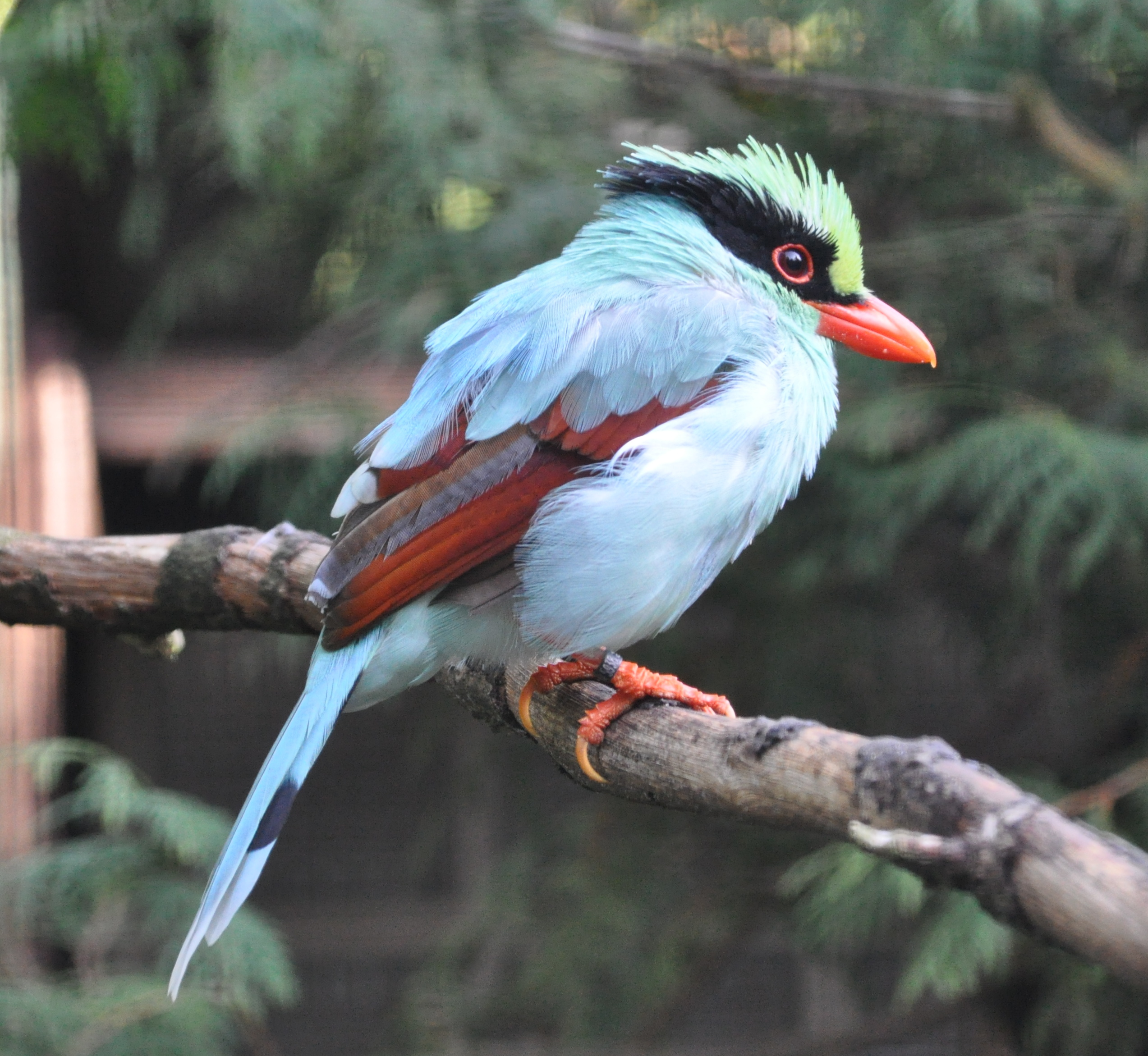
Cissa hypoleuca concolor в неволе